# Werfen
Werfen osztrák mezőváros Salzburg tartomány Sankt Johann im Pongau járásában. 2018 januárjában 3027 lakosa volt. Nevezetességei közé tartozik az Eisriesenwelt, a világ leghosszabb jégbarlangja; valamint Hohenwerfen vára. 

## Elhelyezkedése

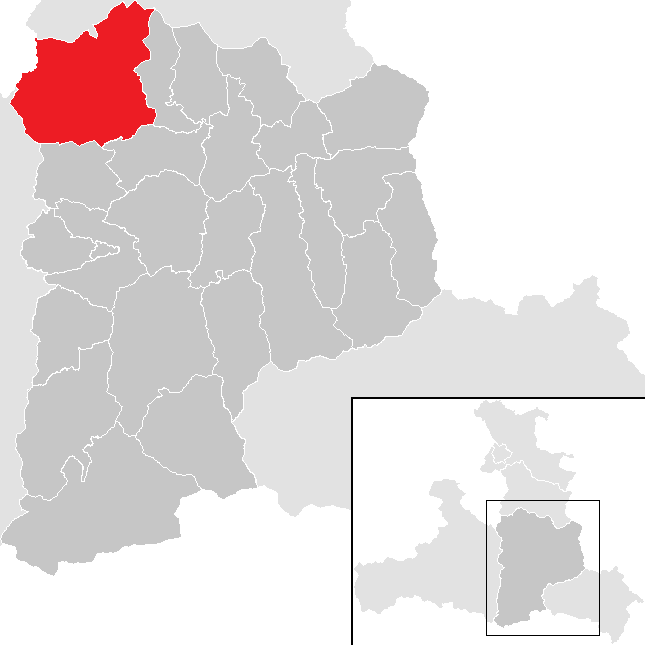
Werfen a St. Johann im Pongau-i járásban

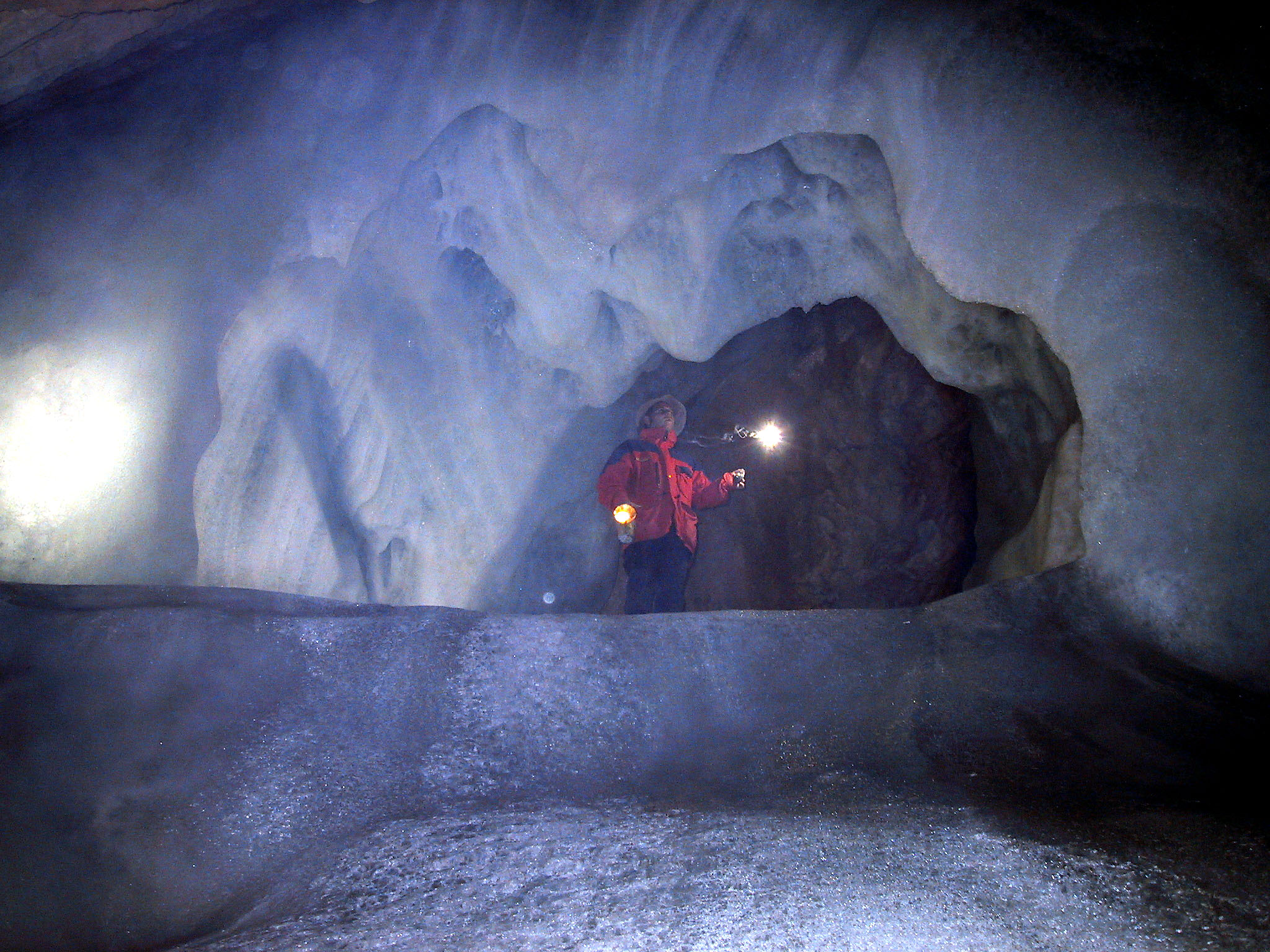
Az Eisriesenwelt

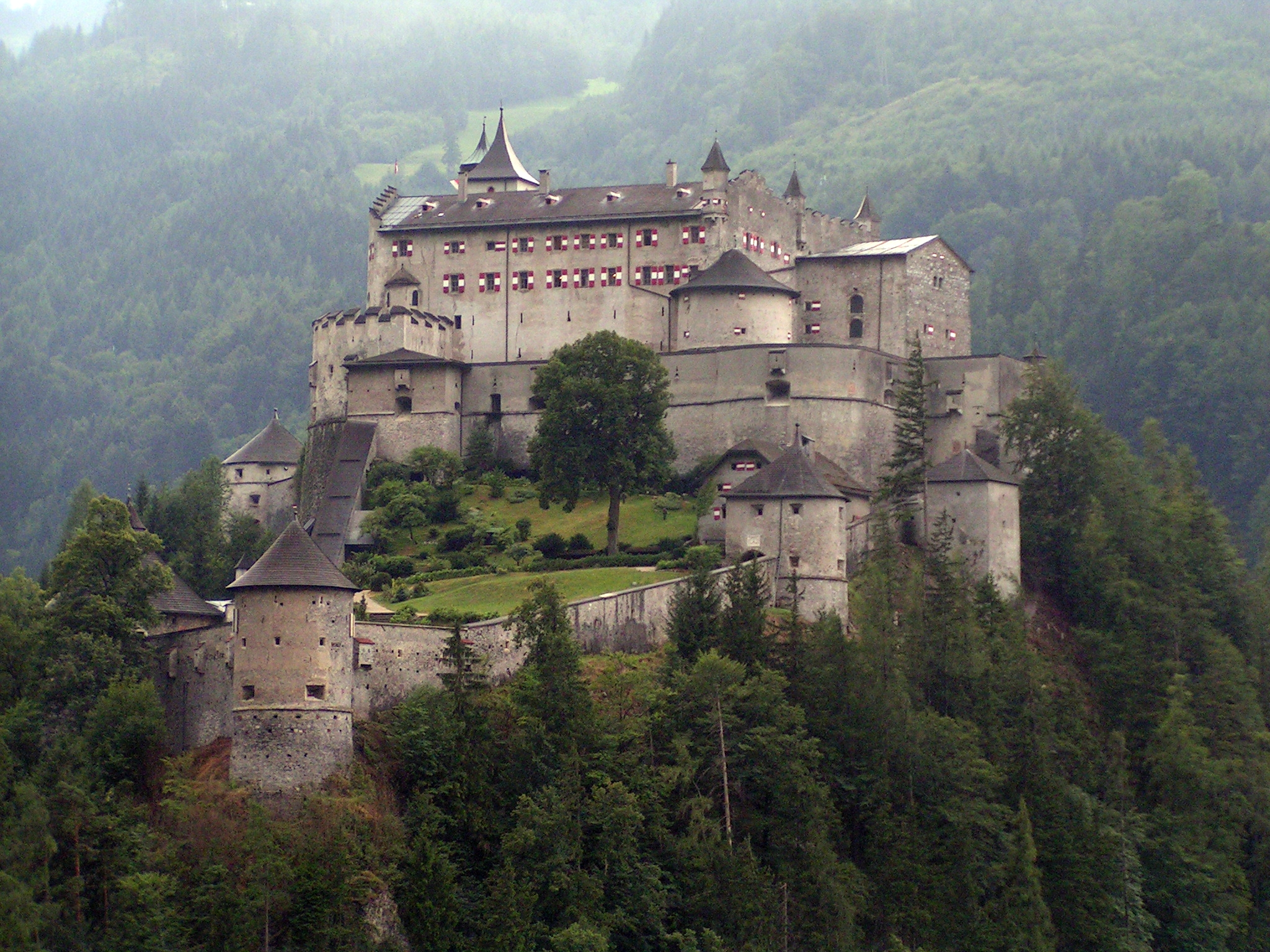
Hohenwerfen vára

A Szt. Jakab-plébániatemplom

Werfen Salzburg tartomány Pongau régiójában fekszik a Salzach folyó bal partján, a német határ mellett. A környező hegységek a délnyugati Hochkönig, az északnyugati Hagen-hegység (mindkettő a Berchtesgadeni-Alpok része), valamint az északkeleti Tennen-hegység (Északi Mészkő-Alpok). Az önkormányzat hét  településrészt, illetve falut egyesít: Werfen Markt (1570 lakos 2018-ban), Imlau (171), Reitsam (178), Scharten (73), Sulzau és Tenneck (928), Wimm (107).  
A környező önkormányzatok: északra Golling an der Salzach, északkeletre Scheffau am Tennengebirge, keletre Pfarrwerfen, délkeletre Bischofshofen, délre Mühlbach am Hochkönig, délnyugatra Dienten am Hochkönig és Maria Alm, északnyugatra Schönau am Königssee (Németország).

## Története
Werfen először 1140-ben jelenik meg az írott forrásokban, egy bizonyos Werveni Perhtoldus nevében. A név eredetileg az egész völgyet jelentette: megtalálható az 1075-ben megépült a Szt. Cyriacus-templom, az egyházközség központjának elnevezésében (ma Pfarrwerfen), az első település (Dorfwerfen, ma szintén Pfarrwerfen), a Weng-völgy (ma Werfenweng) vagy Hohenwerfen várának nevében. A vár alatt Werfen települést 1425-ben mezővárosi (vásártartási) jogokkal ruházták fel. Egyházi szempontból sokáig a St. Cyriacus-egyházközség része maradt, míg a világi hatalmat a várból gyakorolták.
A reformációt követő 1525-ös parasztháborúban a felkelők harc nélkül elfoglalták Werfent, a várat pedig felgyújtották. 1675-ben Barbara Koller sintért boszorkánysággal vádolták. Miután a kínvallatás hatására bevallotta bűneit, Salzburgban kivégezték. 1731-ben a salzburgi érsek elűzte birtokairól a protestánsokat, összesen kb. húszezer ember távozott Kelet-Poroszországba, többek között Werfenből is. Az egyházi birtokok 1803-as szekularizációja után az érsekség Ausztriához került, a napóleoni háborúk 1816-os lezárása után véglegesen. 
A 18-19. században a mezőváros gazdaságát a vasércbányászat határozta meg. Az 1870-es éekben a Salzach mentén megépült az Erzsébet császárné-vasút (Kaiserin-Elisabeth-Bahn). 
1931-ben a vár egy tűzvészben megrongálódott. helyreállítása után (miután Ausztria csatlakozott a Német Birodalomhoz) 1938-ban a náci párt rendezett be benne politikai továbbképző iskolát. A második világháború után 1987-ig az osztrák csendőrség használta kiképzőközpontként. Ma Werfen elsősorban az idegenforgalomból él.

## Lakosság
A werfeni önkormányzat területén 2017 januárjában 3027 fő élt. A lakosságszám 1951 óta enyhén csökkenő tendenciát mutat. 2016-ban a helybeliek 87,8%-a volt osztrák állampolgár; a külföldiek közül 2,9% a régi (2004 előtti), 3,1% az új EU-tagállamokból érkezett. 5,4% a volt Jugoszlávia (Szlovénia és Horvátország nélkül) vagy Törökország, 0,8% egyéb országok polgára. 2001-ben a lakosok 81,3%-a római katolikusnak, 2,3% evangélikusnak, 1,7% ortodoxnak, 6,4% mohamedánnak, 6,3% pedig felekezet nélkülinek vallotta magát. Ugyanekkor két magyar élt a községben és a nagyobb nemzetiségi csoportokat a német (92,2%) mellett a törökök (3,8%) a szerbek (1,3%) és a horvátok (1,1%) alkották.  
A lakosság számának változása:

| 2016 | 2 976 |
| 2018 | 3 027 |

## Látnivalók
- az Eisriesenwelt jégbarlang
- Hohenwerfen vára
- a Szt. Jakab-plébániatemplom, 1657-ben készült el
- a kapucinusok temploma
- a tennecki Szt. Borbála-templom

## Fordítás
- Ez a szócikk részben vagy egészben  a   Werfen című német Wikipédia-szócikk ezen változatának fordításán alapul.  Az eredeti cikk szerkesztőit annak laptörténete sorolja fel. Ez a jelzés csupán a megfogalmazás eredetét és a szerzői jogokat jelzi, nem szolgál a cikkben szereplő információk forrásmegjelöléseként.